# Мюль, Марсель
Марсель Мюль (фр. Marcel Mule; 24 июня 1901, Об, департамент Орн — 18 декабря 2001, Йер, департамент Вар) — французский саксофонист.
Учился музыке — скрипке, фортепиано, кларнету и саксофону — у своего отца. В начале 1920-х Мюль переехал в Париж, где посещал занятия в Парижской консерватории, одновременно беря уроки у Франсуа Комбелля, солиста духового оркестра Республиканской гвардии. В 1923 он прошёл по конкурсу в состав этого оркестра и играл в нём на протяжении 13 лет, в 1928 став также участником квартета саксофонов Республиканской гвардии. В 1936 Мюль покинул этот коллектив и основал собственный Парижский квартет саксофонов; для этого коллектива создан ряд сочинений — в частности, Квартет Альфреда Дезанкло. В 1942 возглавил вновь открытый класс саксофона в Парижской консерватории, где преподавал до 1968. Среди учеников Мюля — Жан Арну, Даниэль Дефейе, Жан Мари Лонде и др. Сыновья Мюля Поль и Жак также стали заметными музыкантами.